# Back to Broadway
Back to Broadway – album amerykańskiej piosenkarki Barbry Streisand, wydany w 1993 roku. Był on kontynuacją wydanej w 1985 roku płyty The Broadway Album i składał się z wykonań utworów musicalowych.
Płyta zadebiutowała na 1. miejscu amerykańskiego zestawienia Billboard 200 i została w USA certyfikowana jako podwójnie platynowa.

## Lista utworów
| 1.  | „Some Enchanted Evening”              | 3:52  |
|     |                                       |       |
| 2.  | „Everybody Says Don’t”                | 2:34  |
|     |                                       |       |
| 3.  | „The Music of the Night”              | 5:35  |
|     |                                       |       |
| 4.  | „Speak Low”                           | 4:08  |
|     |                                       |       |
| 5.  | „As If We Never Said Goodbye”         | 4:44  |
|     |                                       |       |
| 6.  | „Children Will Listen”                | 4:09  |
|     |                                       |       |
| 7.  | „I Have a Love”/„One Hand, One Heart” | 4:44  |
|     |                                       |       |
| 8.  | „I’ve Never Been in Love Before”      | 3:49  |
|     |                                       |       |
| 9.  | „Luck Be a Lady”                      | 3:31  |
|     |                                       |       |
| 10. | „With One Look”                       | 3:32  |
|     |                                       |       |
| 11. | „The Man I Love”                      | 3:39  |
|     |                                       |       |
| 12. | „Move On”                             | 5:24  |
|     |                                       |       |
|     |                                       | 49:41 |
|     |                                       |       |

## Notowania
| Kraj                              | Pozycja |
| --------------------------------- | ------- |
| Australia (ARIA)                  | 3       |
| Austria                           | 37      |
| Holandia (MegaCharts)             | 38      |
| Kanada                            | 6       |
| Niemcy                            | 81      |
| Nowa Zelandia (RMNZ)              | 11      |
| Stany Zjednoczone (Billboard 200) | 1       |
| Szwecja (Sverigetopplistan)       | 32      |
| Wielka Brytania (UK Albums Chart) | 4       |

## Certyfikaty
| Kraj                     | Certyfikat          |
| ------------------------ | ------------------- |
| Kanada (Music Canada)    | platynowa płyta     |
| Stany Zjednoczone (RIAA) | 2 × platynowa płyta |
| Wielka Brytania (BPI)    | złota płyta         |